# Антраксна кампања у САД 2001.
Антраксна кампања у Сједињеним Америчким Државама 2001. године била је прекретница у односу надлежних и јавности према проблему биотероризма, након што је у овој држави дошло до дистрибуције писама укојима се налазио прах са спорама антракса.

## Историја
У септембру и октобру 2001. најмање пет коверти које су садржале значајне количине узрочника антракса послане су сенаторима Сједињених Америчких Држава, док је најмање још једна коверта послата  на адресу агенције Америчких медија (АМИ) лоцираном у Бока Ратону на Флориди. У објекту АМИ дошло је до избијања антракса, а контаминирано је и 35 поштанских објеката и поштанских просторија.
Након овог инцидента најмање 22 особе оболелелке су од антракса након контакта са порукама у зараженим писмима. Једанаест особа оболело је од  инхалационог облика антракс удисањем спорабацила антракса  а 11 особа оболелео је од кожног обликаа антракс апсорбујући га кроз кожу. Пет особа оболелих од инхалационог облика антракса умрло је од последица инфекције.
Први доказ о биотерористичком нападу појавио се 3. октобра 2001. године, када је Роберт Стивенс, запослени у АМИ  у Бока Ратону на Флориди, дијагностиковано да се заразио инхалационим обликом антракса од којег је касније умро.
Узорковањем материјала узетог од свих оболелих особа потврђено је да се ради о идентичном соју спора антракса, и то соју који се користио у истраживањима биолошког оружја у Сједињене Америчке Државе и Великој Британији.
Уследила је необично сложена кривична истрага , с обзиром на могућу ширину и обим овог биотерористичког напада. Током седам година после напада, истражитељи радне групе  Amerithrax Task Force утрошили су преко 600 000 радних сати у које је укључено и време утрошено за 10.000 разговора са сведоцима на шест континената и изучавање преко 6.000 предмета потенцијалних доказа. Случај је укључивао издавање преко 5.750 судских позива великих порота и прикупљање 5.730 еколошких узорока са 60 локација. Неколико локација у иностранству обрађено је уз сарадњу са владама домаћина.
Након овог сазнања пажња истражних органа усмерена је на особље које је радило у установама овог профила. На крају је сумња пала на непосредног извршилац напада војног микробиолога Брус Ајвинс, који је наводно желео да скрене пажњу јавности на заразне болести и преко тога добије нова средстава за истраживање вакцине на којој је радио.
Од октобра до децембра 2001. године лабораторије у Америци обавиле су преглед више од 120.000
клиничких и срединских узорака на присуство антракса. Амерички поштански сервис затворио је два тешко контаминирана центра за обраду и дистрибуцију Трентон у Хамилтону у Њу Џерзију који није радио од 18. октобра 2001. до 14. марта 2005.) Брантвуд у Вашингтону (који нија радио од 21. октобра 2001. до 22. децембра 2003). Више од 1,8 милиона писама, пакета, часописа, каталога и остале поште стављен је у карантин у ова два објекта.

### Последице
Иако је број жртава антраксне кампање био релативно мали, друге последице ове заразе биле су огромне:
- Ангажован је велики број екипа стручњака различитих профила,
- Извршена је бактериолошка обраду преко милион узорака,
- Утрошено је преко 3,5 милиона долара за антибиотике, као и преко милијарду долара трошкова за бољу здравствену заштиту.
- Само Агенција за заштиту животне средине САД, потрошила је  27 милиона долара из свог програма, за плаћање услуга 27 извођача радова нас деконтаминацији и три савезне и државне агенције за чишћење објеката Капитол Хила.[2]

Према томе поред здравствених последица по опболеле и умрле, економска димензија овог биотерористичког аката није занемарљива, јер стоји у истој равни са оном штетом која се мери стресом, страхом и паником који су угрожавали свакодневне животе и рад људи.

## Злоупотреба антраксне кампање
Овај догађај је одиграо барем подједнаку улогу у америчкој антитерористичкој кампањи, као и напади на неколико локација 11. септембра 2001., који су искоришћени за подизање нивоа страха од тероризма у САД али и свету, која до данас подржава:
- вођење бескрајних ратова широм света,
- масовно издвајање у буџету за одбрану и државну безбедност,
- неумољиву ерозију грађанских слобода, све до бројних злоупотреба.

У суштини, према мишљењу независних истраживача антракс је искоришћен као средства којим је требало уверити велики број Американаца да је тероризам нешто што се може догодити без упозорења на њиховом прагу - попут нечег безазленог као што је поштанско сандуче - у облику напада сличниом оног у филмовима о Џејмс Бонду, који користи невидљив, смртоносне прах.
Антракс је тако после терористичког напада 11. септембра 2001. године искоришћен као средство да  оправда рат у Ираку и подигне ниво страха од Садама Хусеина, јер је америчка штампа лажно објављивала да је овај агенс део ирачког програма хемијског оружја, и да је антракс био једно од Садамових застрашујућих оружја.